# Polypauropus lamottei
Polypauropus lamottei är en mångfotingart som beskrevs av Paul Auguste Remy 1959. Polypauropus lamottei ingår i släktet Polypauropus och familjen Polypauropodidae. Inga underarter finns listade i Catalogue of Life.